# S. Truett Cathy
Samuel Truett Cathy, né le 14 mars 1921 à Eatonton en Géorgie, et décédé le 8 septembre 2014 est le fondateur et le président-directeur général de la chaîne de restauration rapide américaine Chick-fil-A.

## Biographie
Truett Cathy naît le 14 mars 1921 dans la ville d'Eatonton en Géorgie, sixième d'une famille de sept enfants. Son père est agent immobilier et vendeur d'assurances et sa mère tient une pension. Cette dernière devient la chef de famille, à la suite des graves séquelles laissées par la Grande Dépression sur son mari. Il est élève à la Boys High d'Atlanta, actuelle École Grady. Après avoir obtenu son diplôme, Cathy s'engage dans l'armée.

## Carrière dans la restauration rapide
Cathy se lance dans la restauration en 1946, au retour de son service militaire, en ouvrant un établissement dans la région de Hapeville en collaboration avec son frère Ben. Nommé en raison de sa petite taille (le lieu comptait tout juste 10 tabourets et 4 tables), le Dwarf Grill (la « Rôtisserie Naine » en français), voit la naissance du hamburger au poulet qui est aujourd'hui le produit phare de Chick-fil-A. Y investissant tout ce qu'ils possèdent, les deux frères finissent par changer le nom de leur affaire florissante en Dwraf House. Le succès est de courte durée puisque Ben et deux de ses amis meurent dans un crash d'avion. Truett se voit contraint de reprendre seul la société familiale qu'il réussit à renflouer en ouvrant un second restaurant.
Après avoir passé deux décennies dans la restauration, Cathy entreprend d'ouvrir en 1967 son premier Chick-fil-A dans une toute nouvelle galerie marchande. Petit à petit les établissements de la chaîne vont peupler les centres commerciaux du sud et de l'ouest des États-Unis.
En raison de ses croyances baptistes, il a décidé de fermer toutes les succursales de la société le dimanche pour le repos dominical, laissant à ses employés l'occasion de passer du temps à l'église ou avec leur famille.

## Ministère
Il a enseigné l’école du dimanche à des adolescents de la Première église baptiste  de Jonesboro pendant plus de 50 ans , .

## WinShape Foundation
En 1984, il a fondé la WinShape Foundation, qui soutient des œuvres de charité, comme des camps de vacances pour les enfants . Elle accorde également des bourses d’étude aux employés .
Cathy est aussi activement engagé dans la promotion du Chick-fil-A Peach Bowl, match de football américain universitaire se déroulant chaque année à Atlanta.

## Récompenses
Il fut honoré par de nombreux prix comme le Norman Vincent and Ruth Stafford Peale Humanitarian Award, le Horatio Alger Award ou encore le Boy Scouts of America Silver Buffalo Award.
En 1997, il a reçu un doctorat honoris causa en lettres humaines de l'Université d'Oglethorpe.
En 2012, il a reçu un doctorat honoris causa en lettres humaines de l'Université Liberté .